# قطع متوسط (دوربین)

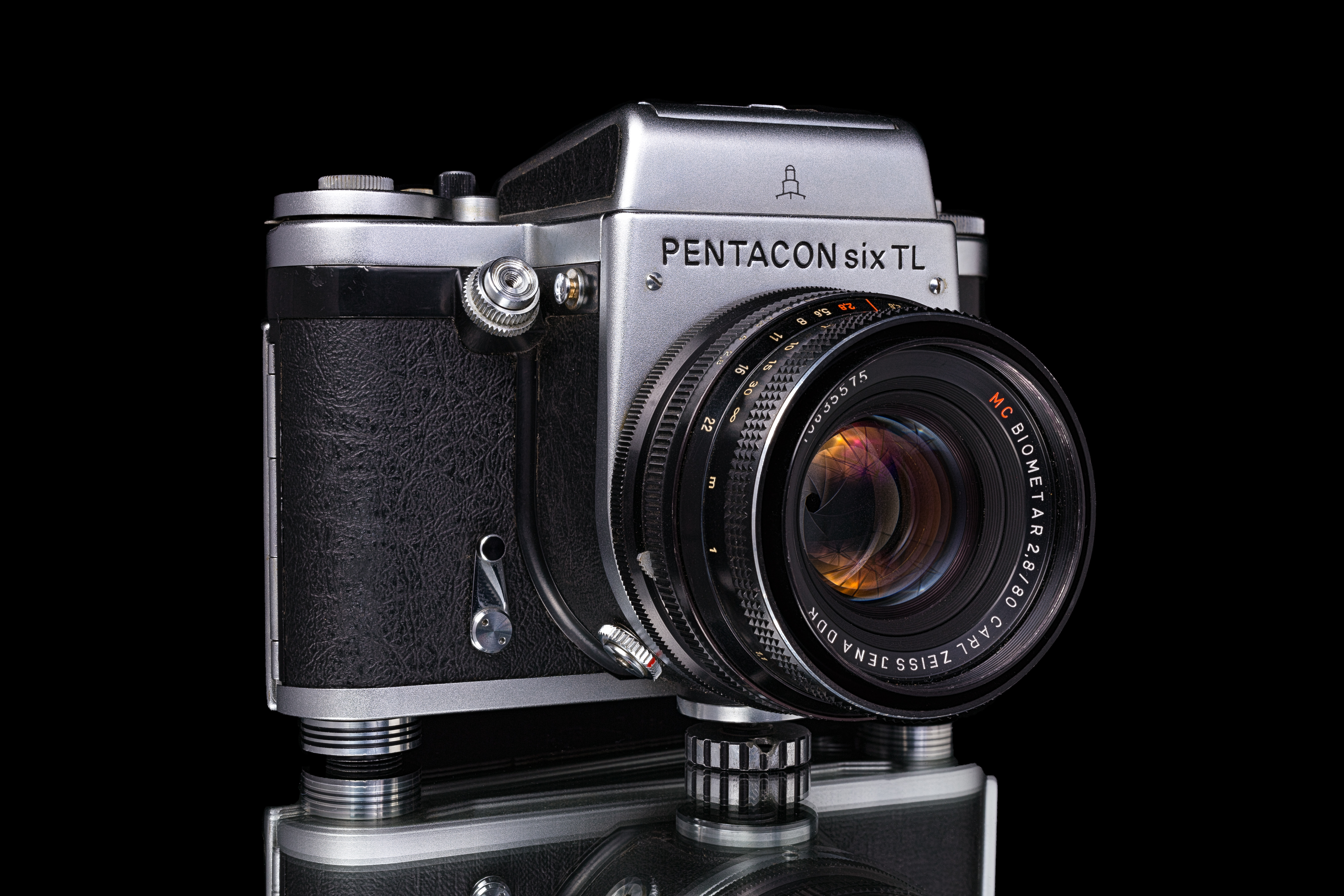
نگاره‌ای از دوربین قطع متوسط پنتاکون شش تی‌ال. پنتاکون شش تی‌ال یک دوربین تک‌لنزی بازتابی است و در سال‌های ۱۹۵۶ تا ۱۹۹۲ توسعه و تولید می‌شد.

دوربین قطع متوسط عموماً به دوربین‌های گفته می‌شود که از دوربین قطع کوچک (۳۵ میلیمتری) بزرگتر و از دوربین قطع بزرگ (۴*۵ اینچ) کوچکتر باشد. در واقع نه تنها ابعاد این دوربین‌ها بلکه ابعاد ثبت‌کننده تصویر آن‌ها (ابعاد حسگر یا ابعاد فیلم منفی) هم مابین دو قطع مذکور قرار دارد.

## تاریخچه
در سال ۱۸۴۰ صفحه‌های بزرگ داگر (۶٫۵ × ۸٫۵) به ابعاد کوچکتر تقسیم شد (از ۱/۲ تا ۱/۱۶). بیشتر عکس‌های باقی‌مانده از آن زمان دارای ابعاد ۱/۴ ۳ × ۳/۴ ۲ می‌باشد؛ که جورج ایستمن اولین فیلم قطع متوسط را برای دوربین‌های کداک تولید کرد، و فیلم رول که اساس طراحی قطع متوسط مدرن بود، در سال ۱۹۸۸ پدیدار شد. این دوربین با فیلم رول ۱۰۰ تایی که در کارخانه جاگذاری شده بود ارائه گردید. این دوربین می‌بایست زمان اتمام فیلم و برای گذاشتن فیلم جدید در آن به کارخانه برگردانده می‌شد. سایز فیلم منفی آن ۲٫۵ اینچ بود. فیلم رول ۱۲۰ که در بیشتر دوربین‌های امروزی قطع متوسط استفاده می‌شود به سال ۱۹۰۲ باز می‌گردد.
مرحله مهم و برجسته در طرحی دوربین قطع متوسط در سال ۱۹۸۴ توسط ویکتور هاسلبلاد هنگام ارائه مدل 1600f اتفاق افتاد. این مدل نه تنها دوربینی با شکل جدید، بلکه نخستین دوربین با پشتی فیلم تعویض پذیر بود. لازم به توضیح است که پشتی‌های فیلم تعویض پذیر جذابترین عامل دوربین‌های قطع متوسط انعکاسی می‌باشد.
قطع سنتی فیلم منفی (نگاتیو) متوسط ۶ در ۶ سانتیمتر است. از آن‌جا که اندازه نگاتیو در این قطع (یا اندازهٔ حسگر دوربین‌های دیجیتال مشابه) بین ۲٫۵ تا ۳٫۵ برابر نمونه‌های قطع کوچک است، قطع متوسط در چاپ نهایی در اندازه یکسان تصویری با کیفیت بالاتر و وضوح بیشتر به دست می‌دهد.
یکی از مهم‌ترین مزیت‌های دوربین‌های قطع متوسط پشتی‌های تعویض پذیر است که هم در حالت آناکوگ (پشتی فیلم) پشتی‌های با قطع‌های ۶ × ۶ و ۶ × ۴٫۵ و ۶ × ۳ و هم در پشتی دیجیتال با کیفیت‌های بالا از ۴۰ تا ۸۰ مگاپیکسل، که از گستره پویایی بالاتری نسبت به فیلم منفی برخوردار است، قابل استفاده است. داشتن در پشتی باعث می‌شود که برای کارهای گوناگون یه تعویض دوربین یا داشتن دوربین‌های متعدد نیاز نباشد و با داشتن پشتی‌های مختلف با یک بدنه دوربین کار قابل انجام باشد.
یکی از معتبرترین سازندگان دوربین‌های قطع متوسط هاسلبلاد است که انواع متعددی از این قطع را برای کاربردهای گوناگون ساخته است. این قطع دوربین را بیشتر هنرمندان و حرفه‌ای‌ها مورد استفاده قرار می‌دهند. از هنرمندان بزرگی که با دوربین قطع متوسط عکاسی می‌کردند می‌توان به انسل آدامز اشاره کرد همچنین مایکل کنا همچنان بیشتر عکس‌هایش را با دوربین قطع متوسط و با فیلم منفی عکاسی می‌کند.

## دوربین‌های قطع متوسط
در اکثر موارد بدنه دوربین قطع متوسط بسیار ساده می‌باشد. برای نمونه حتی فاقد نورسنج می‌باشند. قسمت‌های تشکیل دهنده بدنه در سری‌های گوناگون و برندهای مختلف متفاوت می‌باشد. برای مثال سری‌های زاویه بسیار باز هاسلبلاد فاقد آینه ۴۵ درجه می‌باشد.

## تقسیم‌بندی دوربین قطع متوسط
دوربین‌های قطع متوسط به دو دسته کلی تقسیم می‌شوند.
- دوربین‌های با منظره یاب مستقیم
- دوربین‌های با منظره یاب انعکاسی (SLR)

## پشتی دوربین قطع متوسط
پشتی‌های دوربین قطع متوسط به دو دسته کلی تقسیم می‌شوند:
- پشتی فیلم که انواع مختلفی دارد مانند قطع ۶*۶ سانتیمتر قطع ۴٫۵*۶ سانتیمتر قطع ۳*۶ سانتیمتر و ...
- پشتی دیجیتال که با دو نوع حسگر متفاوت و در رزولوشن‌های مختلف ساخته شده‌است.

## قطع‌ها
به غیر از قطع مربع ۶ × ۶ که قطع سنتی دوربین‌های قطع متوسط است و قطع ۶ × ۴٫۵ که معروف است به قطع آرمانی، قطع‌های دیگری نیز وجود دارد. از جمله قطع ۶ × ۷ و قطع ۶ × ۹ و قطع ۶ × ۳ که همگی در قطع متوسط محسوب می‌شوند. انسل آدامز دربارهٔ استفاده از پشتی‌های مختلف با قطع‌های متفاوت عنوان کرده «ترجیح شخصی من عکاسی با پشتی ۶*۶ سانتیمتر و پیش نگری قطع مورد نظر هنگام ترکیب بندی عکس می‌باشد.

## لنز دوربین قطع متوسط
لنزهای این دوربین‌ها در بیشتر موارد از نوع لنز با فاصله کانونی ثابت توسط سازندگان ساخته و ارائه شده‌است. در دوربین قطع متوسط لنز با فاصله کانونی حدود ۸۰ میلی‌متر لنز نرمال محسوب می‌شود. در زیر تعدادی از لنزهای دوربین قطع متوسط سری v هاسلبلاد با عدسی‌های کارل زایس آمده است:
```
Zeiss Distagon 40mm - Zeiss Distagon 50mm – Zeiss Distagon 60mm –Zeiss planar 80mm – Zeiss planar 100mm – Zeiss Makro-planar 120mm –Zeiss Sonnar 150mm – Zeiss Sonnar 180mm - Zeiss Sonnar 250mm
```